# British Rail 05 sorozat
A British Rail 05 sorozat háromtengelyes dízel-mechanikus tolatómozdony-sorozat, melyet a Hunslet Engine Company gyártott 1955 és 1961 között, összesen 69 példányban. A British Railways keleti és skót régióiban használták őket. Az első két sorozatot 11136–11143 (később D2550–D2557) és 11161–11176 (később D2558–D2573) pályaszámon szállították le, a további mozdonyok már gyárilag az 1957-es pályaszámozási rendszer szerinti D2574-D2618 számokat kapták.
Az Andrew Barclay Sons & Co. által gyártott British Rail D2/5 sorozatról a 20. században több forrás is úgy számolt be, hogy az a 05-ös TOPS-sorozatszámot kapta, azonban ez tévedés és a későbbi forrásokban nem szerepelnek a sorozat részeként.

## Áttekintés
A sorozat legtöbb tagját az 1960-as évek vonalbezárásaiból eredő tolatómozdony-felesleg miatt korán kivonták a British Railways állományából, és 03-as és 04-es sorozatokkal helyettesítették, kivéve a D2554-es pályaszámú mozdonyt, amelyet 1966-ban a Wight-szigetre állomásoztak át, hogy segítse az Island Line villamosítását. Mivel a szigeten való munkavégzésre kiválóan alkalmasnak bizonyult, működőképes állapotban tartották, és a 05001-es TOPS-számot kapta. A mozdonyt 1981-ben 97803-as számmal átvitték árbevétellel nem járó szolgálatba, és 1985-ig maradt szolgálatban, amikor kivonták és eladták az Isle of Wight Steam Railwaynek.
A Didcot Railway Centre DL26 pályaszámon rendelkezik egy hasonló kinézetű iparvasúti mozdonnyal, azonban az nem tartozik a 05-ös sorozatba. Ez a Hunslet által 1958-ban gyártott négy darabos tétel egyike, melyet 264 lóerős National Gas-motorral szereltek és a géptere is magasabb. A DL26 és a testvérmozdonya, a DL25 az NCB East Midlands területén, a Pleasley Pitben dolgozott, innen a járművet megőrzésre szerezték meg. A gép az eredeti zöld festését kapta, azonban az oldalaira felkerült a British Railways korai emblémája. Egy 08 sorozatú mozdony megérkezéséig a Pleasley Pit elsődleges tolatómozdonya volt, alkalomadtán a 2020-as években is használták tolatási feladatok elvégzésére. A légűrfék hiánya miatt személyszállító vonatokon nem használható. Az Isle of Wight Steam Railway 05 001/D2554 pályaszámú mozdonya gyakran látható, azonban a sziget egyedülálló, légfékes gördülőállománya miatt nem közlekedtethet személyszállító vonatokat.

## Műszaki részletek
A sorozatba a Gardner 8L3 típusú, nyolchengeres, négyütemű 204 lóerő (152 kW) névleges teljesítményű dízelmotorját szerelték, melyet egy Hunslet-súrlódó tengelykapcsolón keresztül egy négysebességes Hunslet-hajtóműhöz kapcsoltak. A véghajtás egy Hunslet-tolatóváltón és vaktengelyen keresztül történik.

## Megőrzött példányok
Négy 05 sorozatú mozdonyt őriztek meg:
- D2554 „Nuclear Fred” – Isle of Wight Steam Railway. Ez a mozdony a 11140-es, a 05001-es és a 97803-as pályaszámokat is viselte
- D2578 „Cider Queen” – D2578 Locomotive Group (Moreton Business Park, Herefordshire)
- D2587 – Heritage Shunters Trust
- D2595 – Ribble Steam Railway

## Modellek
A 05 sorozatból a Silver Fox Models és a Heljan gyártott OO, illetve a Heljan O méretarányú modelleket.

## Fordítás
- Ez a szócikk részben vagy egészben  a   British Rail Class 05 című angol Wikipédia-szócikk ezen változatának fordításán alapul.  Az eredeti cikk szerkesztőit annak laptörténete sorolja fel. Ez a jelzés csupán a megfogalmazás eredetét és a szerzői jogokat jelzi, nem szolgál a cikkben szereplő információk forrásmegjelöléseként.